# Эйгес, София Иосифовна
София Моисеевна (Иосифовна) Эйгес (в девичестве Шифра Моисеевна Эльцин; 1846, Киев — 1910, Мценск) — русский переводчик.

## Биография
Родилась в Киеве в семье бердичевского мещанина. Была замужем за врачом, драматургом, статским советником Рувимом Манасиевичем (Менашевичем) Эйгесом (1840—1926), уроженцем Вильны. Жила с мужем, который служил земским (затем уездным и городским) врачом, последовательно в Белополье и Богодухове Харьковской губернии, Судже Курской губернии, Кромах, Брянске (с 1888 года) и Мценске (с 1907 года) Орловской губернии.
Переводила художественную прозу, драматургию и поэзию с немецкого, санскрита и латинского языков. По мнению внучки С. И. Эйгес — литературоведа Л. Г. Чудовой (1924—2003), вышедший в 1893 году перевод «Страданий молодого Вертера» Гёте (с указанием переводчика Анны Эйгес) был осуществлён совместно С. И. Эйгес и её восемнадцатилетней дочерью Анной (к тому времени С. И. Эйгес уже опубликовала ряд переводов с немецкого); этот же перевод был переиздан издательством Academia в 1937 году и впервые включал академические комментарии и очерк истории создания романа.
Отдельными изданиями выходили её переводы из Калидасы и Плавта, в частности первый русский перевод «Сакунталы».

## Книги
- Калидаса. Сакунтала: Санскритская драма в 7 д. Перевод и предисловие Софии Эйгес. СПб: А. С. Суворин, 1893. — 184 с.
- Плавт Тит Макций. Трёхгрошовый день (Trinummus): Древне-латинская комедия в 5 д. Тита Макция Плавта. Перевод в прозе со статьёй о Плавте С. Эйгес. СПб: А. С. Суворин, 1893. — 128 с.

## Семья
- Сестра — Мария Осиповна Эльцина-Зак (в девичестве Эльцина, 1860—?), переводчица, мемуаристка, врач. Окончила медицинские курсы при Николаевском военном госпитале в Санкт-Петербурге, участвовала в деятельности народовольческой организации, оставила воспоминания «Из встреч с первомартовцами» (журнал «Каторга и ссылка», 1923)[11], перевела с немецкого языка книгу Г. Гёффдинга «Чарльз Дарвин, его жизнь и учение» (СПб: Редакция журнала «Образование», 1896)[12].
- Муж — Михаил Романович (Рувим Манасиевич) Эйгес, выпускник Московского университета (1870), во время русско-турецкой войны работал эвакуационным врачом в Киевском военном округе, проводил эфирную анестезию при оперативных вмешательствах во время боевых действий в Болгарии; как коллежский советник был удостоен личного дворянства (1898)[13], с 1907 года до конца жизни работал городским и амбулаторным врачом в Мценске[14]. Недавно умершей жене посвящена его пьеса «На распутье» (1912).

В семье Эйгес росло 11 детей (двое из которых умерли в раннем возрасте):
- Дочери — Екатерина Романовна Эйгес (1890—1958), поэтесса и библиотечный работник, была замужем за математиком П. С. Александровым[16]; Анна Романовна Эйгес (1873/1874—1966), переводчица, фельдшер[17]; Надежда Романовна Эйгес (1883—1975), педагог, основательница первых в России яслей.
- Сыновья — профессор Владимир Эйгес (1876—1949), философ и математик; Константин Эйгес, композитор; Иосиф Эйгес (1887—1953), литературовед, музыковед и музыкальный педагог; Александр Эйгес (1880—1944), математик; Вениамин Эйгес (1888—1956), художник; Евгений Эйгес (1878—1957), врач.